# Городской кремлёвский сад
Городской кремлёвский сад — парк в Центральном районе Тулы, рукотворный памятник природы регионального значения, примыкающий с юго-востока к Тульскому кремлю.

## История

### Российская империя
В начале XIX века у восточной стены кремля находилась Сенная, или Конная площадь, на которой торговали сеном с возов. В июне 1834 года рынок был уничтожен пожаром, после чего, по инициативе губернатора Елпидифора Антиоховича Зурова, было принято решение благоустройства данной территории вокруг кремля и устройства городского сада. Через три года с наружной стороны кремлевских стен от башни Одоевских ворот до Ивановской башни и далее до берега Упы, вдоль аллеи, посыпанной битым кирпичом, были высажены молодые липы, акации и тополя. Кремлёвский сад был открыт 9 июля 1837 года в день визита в город цесаревич Александр Николаевич Романов — будущий император Александр II. В память об этом Кремлёвский сад также называли Александровским.
Сад окружал Кремль с трёх сторон и состоял из двух частей — Верхнего, от Ивановских до Пятницких ворот, и Нижнего, появившегося значительно позже вдоль набережной реки Упы до Наугольной башни. Первым строением в саду стал павильон, расположенный на берегу Упы, который называли «воксал»: в нём устраивались балы и давали спектакли. В 1850-е годы в саду имелась оранжерея с фруктовыми деревьями и цветами, которую содержал тульский мещанин Александр Пушкин. В 1871 году по инициативе губернатора Юлия Константиновича Арсеньева около стен кремля — от башни Пятницких ворот до башни Одоевских ворот был обустроен бульвар для прогулок. В 1870-е годы по предложению городского головы Николая Добрынина в юго-восточной части сада было построено одноэтажное деревянное здание летнего театра, который в 1893 году перестроен в зимний. В апреле 1894 года театр сгорел, и в начале XX века рядом с башней Ивановских ворот появился новый летний театр «Олимпия». В 1884 году тульским купцом Василием Федуловичем Сафоновым в саду были устроены кегельбан и тир для стрельбы из духовых ружей. В 1893 году члены клуба Дворянского собрания возвели в саду для себя двухэтажный деревянный павильон, который сгорел в начале XX века.
В 1907 году купец В. А. Невернов построил деревянный театр-электробиоскоп (кинематограф) в северо-восточном углу Нижнего сада на берегу Упы на месте сгоревшего театра. В 1909 году в саду открылся филиал кинотеатра «Ренессанс». В 1910 году в саду крестьянином Михаилом Лаврентьевым были сконструированы воздушные качели, детские аттракционы и павильон для моментальной фотографии. В саду в разные годы действовали цирк-шапито, балаган моржей, французская горка и качели, работали два буфета, где продавались вина, закуски, чай и фруктовые воды, а также палатки с мороженным. Имелся торговый павильон кондитера Ивана Алексеевича Скворцова, где можно было купить конфеты, пирожные, торты и тульские пряники. В нижнем саду работал ресторан первого разряда.

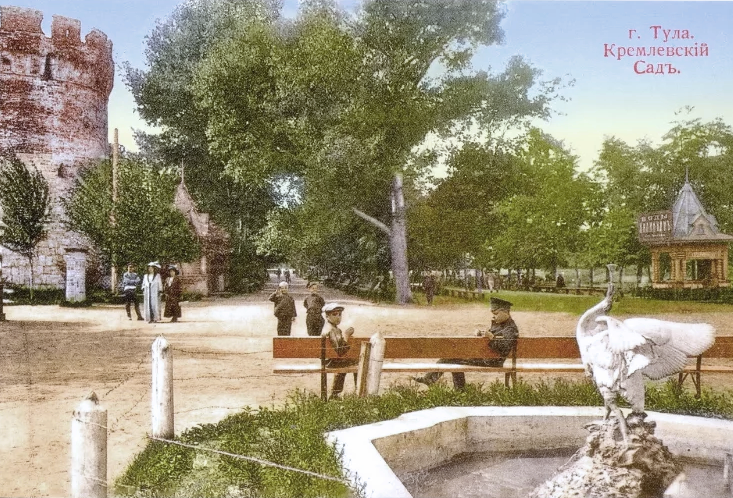
Фонтан в Верхнем саду
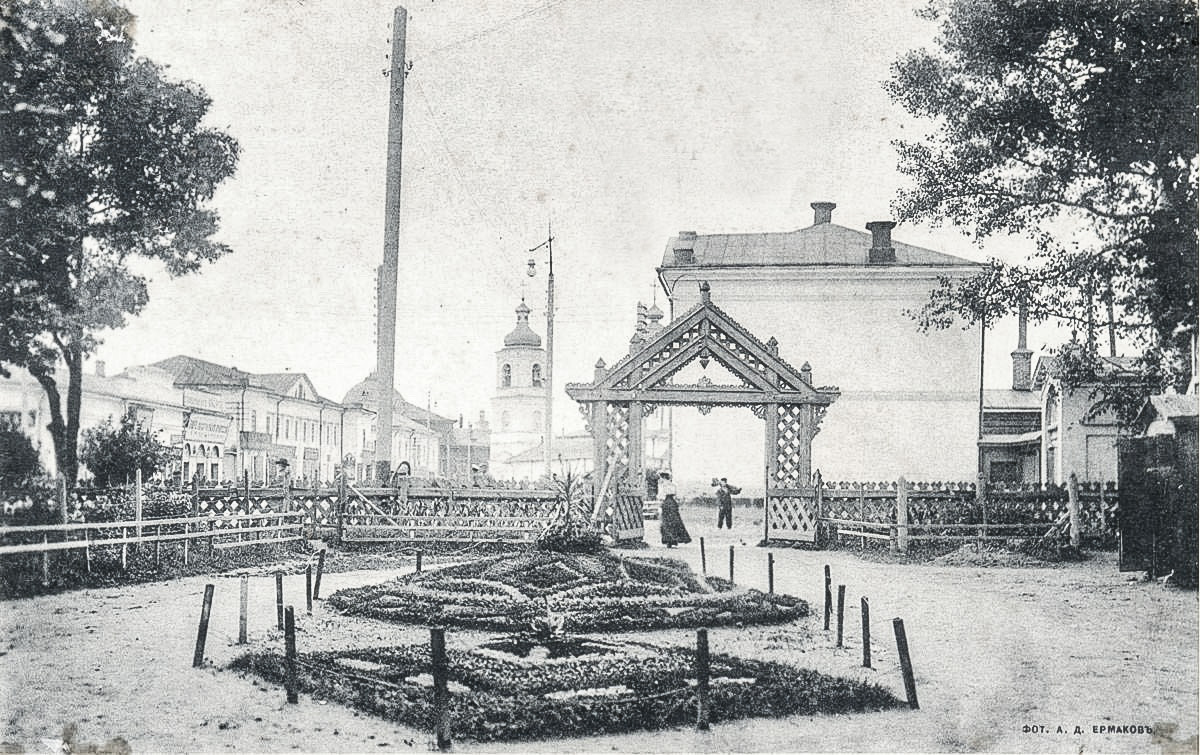
Клумбы в Верхнем саду
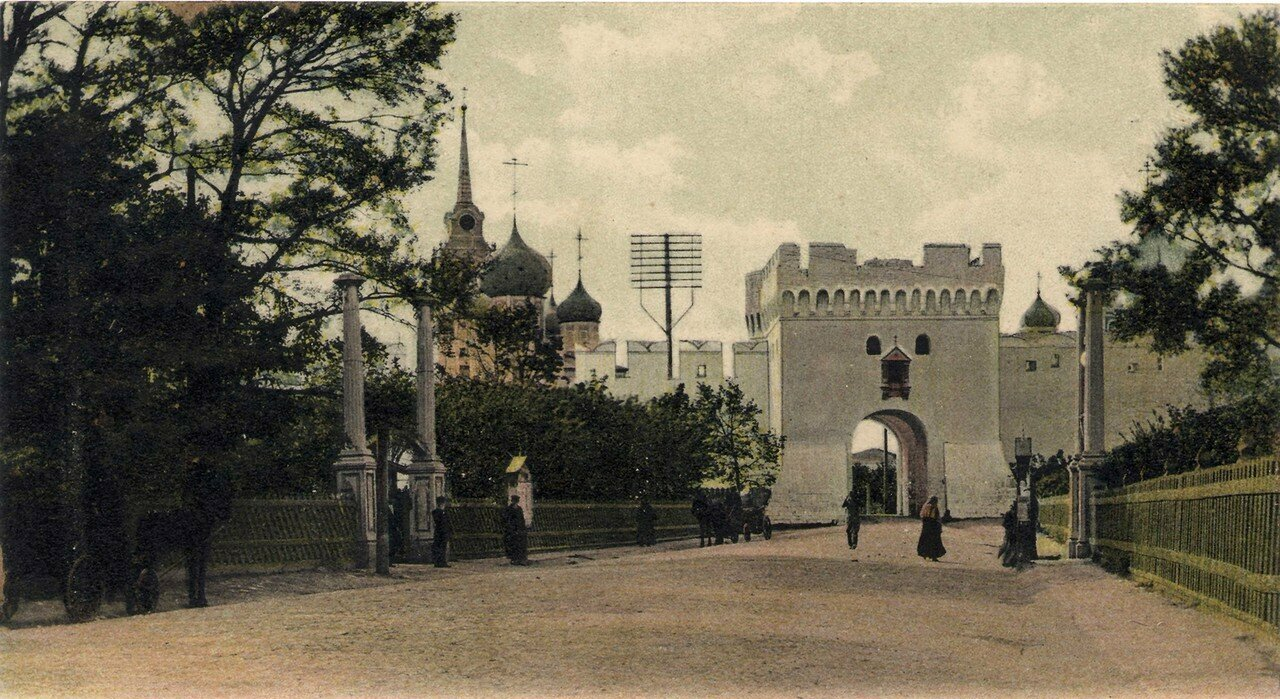
Дорога в кремль мимо сада

### Советские годы
В 1920-е годы Кремлёвский сад был переименован и стал называться садом им. М. П. Томского. В 1930-е годы в саду находился летний клуб «Красный оружейник», концертный павильон, читальня, кинотеатр, ресторан, танцплощадка и зооуголок. В конце 1940-х годов территория Нижнего сада была передана Тульскому оружейному заводу, отгородив его от остальной части сада глухим забором. Оставшийся Верхний сад стал именоваться садом Тульского оружейного завода. В 1950-е годы в саду находилась летняя библиотека с открытой читальной верандой, слева от башни Ивановских ворот — эстрада с деревянными лавочками, летний кинотеатр, танцплощадка и фонтан. До 1954 года вход в сад ТОЗ в вечернее время был платным. С 1970-х годов в саду вырубались старые и мешающие обзору деревья и кустарники, вместо них высаживались новые липы, рябины, яблони, кустарники и цветы, также регулярно производилась обрезка деревьев, стрижка кустарников и газонов. Однако к концу 1970-х годов сад превратился в обычный сквер, без каких-либо культурных объектов.

### Современность

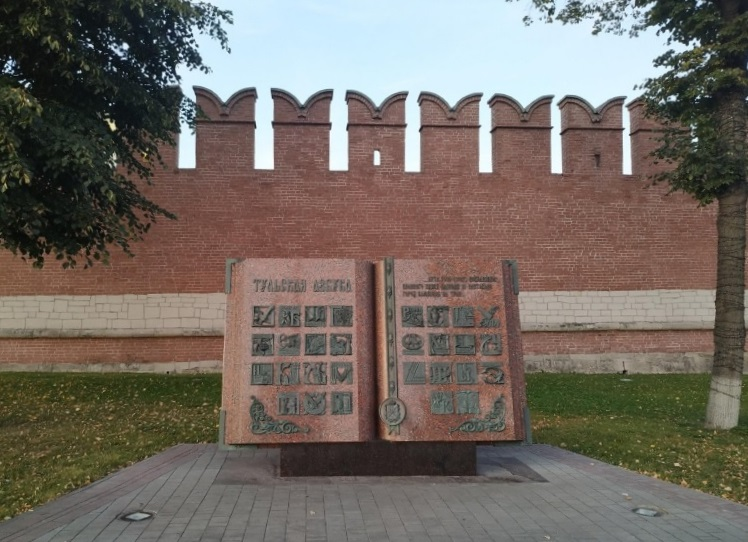
Арт-объект «Тульская азбука»

В 1990-х годах сад пришёл в окончательное запустение. Благоустройство сада началось в 2002 году. В 2014 году была произведена масштабная реконструкция Кремлевского сада: аллеи выложены плиткой, установлены входные ворота, скамейки, урны, детская площадка. Кроме того, проведены работы по обустройству автоматического полива и освещению территории, установлены 105 грунтовых светильников, 6 опор освещения для башен кремля. С 29 ноября 2013 года Кремлёвский сквер входит в объединение «Тульские парки».

## Скульптурное оформление
15 июля 2012 года в рамках Общенациональной программы «В кругу семьи» на одной из аллей был открыт памятник святым Петру и Февронии Муромским Чудотворцам. Он выполнен в бронзе скульптором Константином Родиславовичем Чернявским и передан в дар Тульской области. В 2015 году в кремлёвском саду был открыт памятник сотрудникам органов госбезопасности, партизанам, бойцам разведгрупп и истребительных батальонов, оборонявших Тулу в 1941 году. В 2016 году в Кремлевском саду появился арт-объект «Тульская азбука», выполненный в виде открытой книги, на развороте которой изображён стилизованный алфавит русского языка, где каждая буква обозначает места, предметы, исторические события или личности, связанные с Тульской областью.